# Khaptad
Khaptad (nep. खप्तड) – gaun wikas samiti w zachodniej części Nepalu w strefie Seti w dystrykcie Achham. Według nepalskiego spisu powszechnego z 2011 roku liczył on 289 gospodarstw domowych i 1695 mieszkańców (864 kobiety i 831 mężczyzn).